# Nyctiphrynus rosenbergi
Nyctiphrynus rosenbergi és una espècie d'ocell de la família dels caprimúlgids (Caprimulgidae) que habita boscos de l'oest de Colòmbia i nord-oest de l'Equador.
En diverses llengües rep el nom de "enganyapastors del Chocó" (Anglès: Choco Poorwill. Francès: Engoulevent du Choco).